# Le più belle canzoni (Giuni Russo)
Le più belle canzoni è una raccolta di brani della cantautrice italiana Giuni Russo, pubblicata nel 1990 dall'etichetta discografica CGD.
Contiene brani registrati negli anni ottanta, con alcune delle incisioni più note dell'interprete. Tra essi vi sono: Una vipera sarò (1981), Un'estate al mare (1982), Sere d'agosto (1983), L'addio (1981).

## Tracce
1. Un'estate al mare – 3:13
2. Good good-bye – 3:49
3. Una vipera sarò – 3:30
4. Atmosfera – 3:55
5. Lettera al governatore della Libia – 3:12
6. L'addio – 4:50
7. Il sole di Austerlitz – 4:00
8. L'attesa – 2:52
9. Mediterranea – 3:52
10. Limonata cha cha cha – 3:11
11. Sere d'agosto – 3:34
12. Post-moderno – 3:59
13. Abbronzate dai miraggi – 3:44
14. Una sera molto strana – 2:53
15. Le contrade di Madrid – 4:14
16. Oltre il muro – 3:37